# Refractie van zeegolven

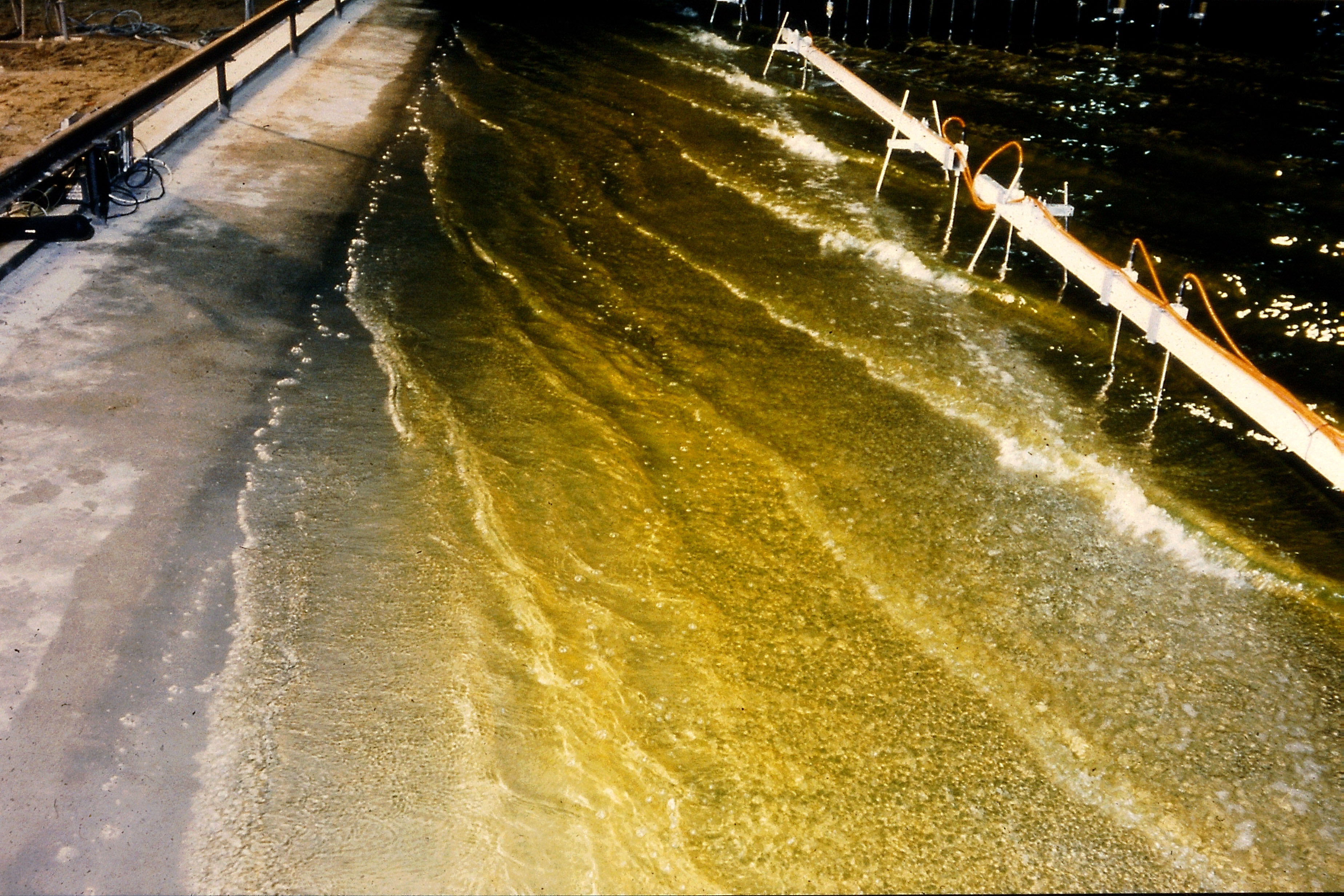
Refractie van deining in een laboratorium

Refractie is het veranderen van richting van golven. Dit treedt ook op bij watergolven. De loopsnelheid van een golf hangt af van de waterdiepte, dus in ondieper water gaat een golf langzamer lopen. Als golven scheef op de kust aankomen zal het deel van de golfkam dat dichter bij de kust is dus langzamer lopen dan het deel dat wat verder is. Hierdoor zal een golf bijdraaien, en meer loodrecht op de kust invallen. 

## Wiskundige achtergrond
Refractie van zeegolven wordt beschreven met de Wet van Snellius, die de hoek van inval op een waterdiepte 1 stelt op θ1 en de hoek inval op een waterdiepte 2 gelijk aan θ2.  De hoeken verhouden zich dan als:
{\displaystyle {\frac {\sin \theta _{1}}{\sin \theta _{2}}}={\frac {c_{2}}{c_{1}}}}
ofwel
{\displaystyle c_{1}\sin \theta _{1}=c_{2}\sin \theta _{2}}
waarin {\displaystyle c_{1}} en {\displaystyle c_{2}} de voortplantingssnelheid in punt 1 en in punt 2.
De voortplantingssnelheid van een golf in in het algemeen:
{\displaystyle c={\sqrt {{\frac {g}{2\pi }}L\tanh {\Bigl (}{\frac {2\pi h}{L}}{\Bigr )}}}}
waarin {\displaystyle L} de golflengte is en {\displaystyle h} de waterdiepte. Deze formule is lastig op te lossen, omdat {\displaystyle L=cT}, waarin {\displaystyle T} de golfperiode is. Deze vergelijking is alleen door iteratie op te lossen. Echter, in ondiep water kan deze formule benaderd worden door {\displaystyle c={\sqrt {gh}}}, waardoor de refractieformule benaderd kan worden door: 
{\textstyle {\frac {\sin \theta _{1}}{\sin \theta _{2}}}={\frac {c_{2}}{c_{1}}}={\sqrt {\frac {h_{2}}{h_{1}}}}}
Omdat de loopsnelheid van een golf afhangt van de golfperiode, is het refractiepatroon voor iedere golf in het golfspectrum anders. Bij windgolven (met een breed spectrum) resulteert dit in een warrig golfbeeld aan de kust. Bij deining (met veel minder variatie in de golfperiode, oftewel een smal spectrum) is het refractiepatroon veel regelmatiger.   
Doordat (meestal) bij refractie de golf stralen (dat zijn de lijnen die loodrecht op de golfkammen staan)  verder uit elkaar komen te liggen, neemt de golfhoogte af. Bij een kaap (zie hieronder) komen de golfstralen juist dichter bij elkaar te liggen en neemt de golfhoogte dus toe.  

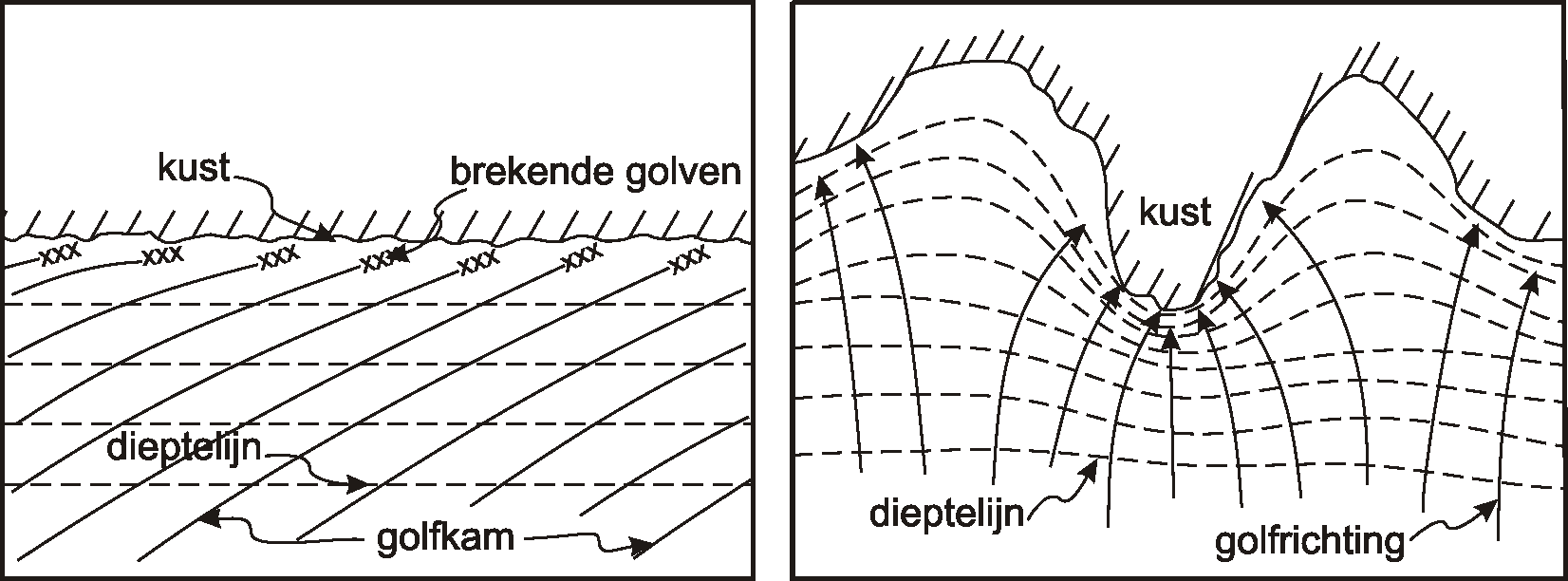
Bovenaanzicht golfveld met refractie

## Refractie bij onregelmatige kusten
Bij een rechte kustlijn met evenwijdige dieptelijnen is de wet van Snellius direct toe te passen. Bij onregelmatige dieptelijnen moet deze regel stap voor stap toegepast worden. Hiervoor bestaan grafische methoden, die vrijwel niet meer toegepast worden. Met name omdat bij zeegang de methode een slecht resultaat oplevert vanwege de grote variatie van de periode in het golfveld wordt deze vergelijking momenteel meestal numeriek opgelost. Een internationaal veel gebruikt programma is Swan (Simulation WAves Nearshore), ontwikkeld rond 1995 aan de TU Delft.

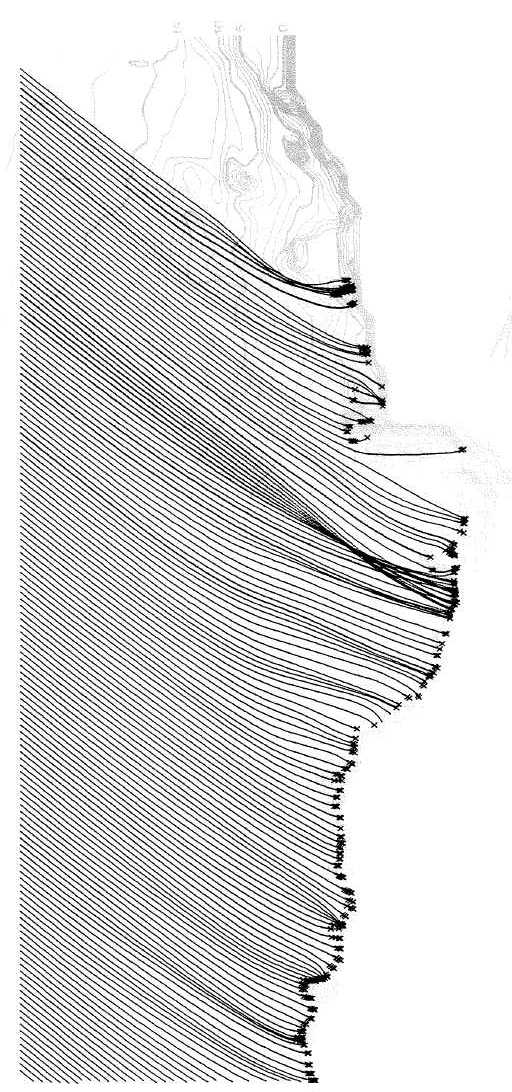
Refractieberekening voor golven uit het NW bij de monding van de Douro, Portugal

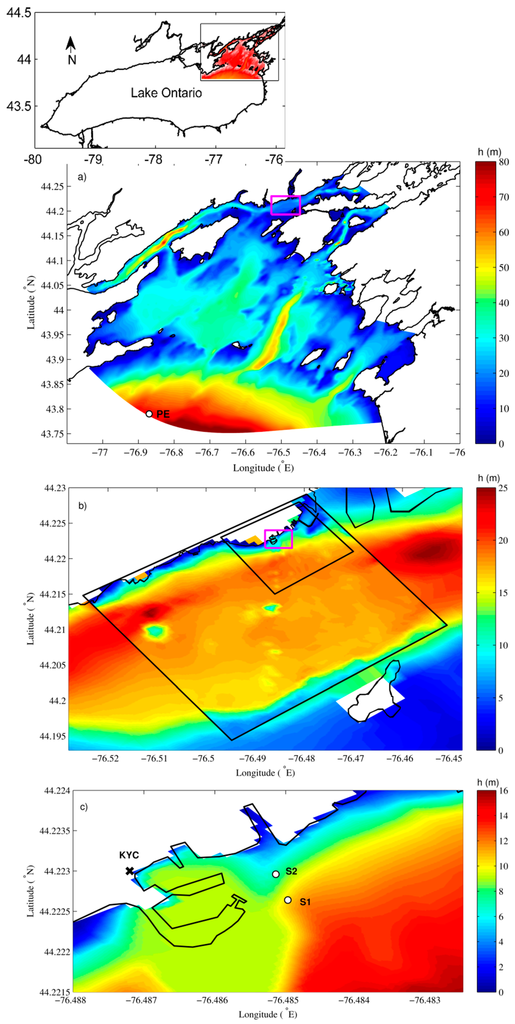
Toepassing van het model Swan in het Ontario meer.

Bijgaande figuur (rechts) laat de toepassing van Swan zien voor een berekening van golfdoordringing in de noordoosthoek van het Ontariomeer. Bij een dergelijke onregelmatige kustlijn is het handmatig toepassen van de Wet van Snellius niet meer mogelijk. 
De figuur links laat een berekening zien met een stralenprogramma van deining voor de kust van Portugal. In theorie kunnen golfstralen elkaar niet kruisen (want op die plaatsen wordt de golfenergie oneindig hoog), maar een stralenprogramma kan dat niet oplossen. 